# Time flies
《Time flies》(타임 파일즈)는 노기자카46의 첫 베스트 음반이다.

## 개요
노키자카46의 결성 10주년을 기념하는 첫 베스트 음반.